# Paracranaus
Paracranaus is een geslacht van hooiwagens uit de familie Cranaidae.
De wetenschappelijke naam Paracranaus is voor het eerst geldig gepubliceerd door Roewer in 1913. 

## Soorten
Paracranaus is monotypisch en omvat slechts de volgende soort:
- Paracranaus crassipalpis